# Andraca lawa
Andraca lawa là một loài bướm đêm thuộc họ Endromidae. Loài này có ở Philippines (Palawan).
Sải cánh của loài này dài 39–48 mm đối với con đực và khoảng 60 mm đối với con cái. Con trưởng thành mọc cánh vào tháng 3, tháng 7, tháng 8, tháng 10 và tháng 11.